# Jean Rigby
Jean Rigby (Fleetwood, 22 dicembre 1954) è una cantante inglese attiva nell'opera lirica e nei concerti. È da lungo tempo il mezzosoprano principale della English National Opera.

## Biografia
Nata a Fleetwood, nel Lancashire, Rigby ha studiato alla Royal Birmingham Conservatoire e alla Royal Academy of Music. Ha debuttato con la English National Opera nel 1977. Ha cantato con la Royal Opera ed è stata per molti anni ospite regolare del Glyndebourne Festival. Al festival di Glyndebourne del 2008 ha creato il ruolo di Martina Laborde nell'opera Love and Other Demons di Peter Eötvös. Nel campo della musica da concerto è stata spesso solista ai BBC Promenade Concerts.
È insegnante d'opera alla Royal Academy of Music e una promotrice della Bampton Classical Opera. È stata membro della giuria del Concorso per giovani cantanti della compagnia nel 2019.